# Steve Watson
Stephen Craig "Steve" Watson, född 1 april 1974 är en engelsk före detta fotbollsspelare. Watson kom till Sheffield Wednesday 2007 och blev 2008 klubbens lagkapten. Han har innan dess spelat för klubbar som Newcastle United, Aston Villa och Everton. Watson spelade under första hälften av 1990-talet för Englands U21 landslag.